# قایق نجات کلاس ارانشیا
لایف‌بوت کلاس ارانشیا (به انگلیسی: Arancia-class lifeboat) یک کلاس از کشتی است که طول آن ۳٫۸۸ متر (۱۲٫۷ فوت) می‌باشد.